# Mucupurulent
Mucupurulent — немецкая грайндкор-группа, основанная в 1995 году в Германии. Музыкальная направленность коллектива варьируется от брутального дэт-метала до горграйнда, сами они свой стиль называют grind’n'roll. В 2005 году группу покинул Ralph Gläser и на его место был принят Kevin Gutmann. Группа неоднократно выступала в Европе, в 2006 году Mucupurulent участвовали в дэт-металическом фестивале в Балтиморе (США).

## Участники
- Timo Reichert — вокалист, гитарист
- Serafino Scavo — гитара
- Ralph Gläser — ударные, бэк-вокал

## Дискография

### Демо
- 1995 — Bizarre Tales Of The Abnormal
- 1996 — Split Tape '96

### Студийные альбомы
- 1997 — Sicko Baby
- 1998 — Cabal / Mucupurulent (сплит-альбом)
- 1999 — Devilish, Dirty And Live! (сплит-альбом)
- 1999 — Horny Like Hell
- 2002 — The Allstar
- 2002 — Soul Reaver
- 2006 — Bloodstained Blues
- 2010 - Monsters Of Carnage